# Cantó de Juranson
El cantó de Juranson és un cantó del departament francès dels Pirineus Atlàntics, a la regió d'Aquitània. Està enquadrat al districte de Pau i té sis municipis.

## Municipis
- Lo Bòsc d'Arròs
- Gant
- Juranson
- Laruenh
- Pau (Sud)
- Sent Haust

## Història
| Data d'elecció                               | Identitat         | Partit | Qualitat       |
| -------------------------------------------- | ----------------- | ------ | -------------- |
| 1988                                         | Louis Lucchini    | PS     |                |
| 1992                                         | Jean-Pierre Léris | UDF    |                |
| 1998                                         | Jean-Pierre Léris | UDF    | Alcalde de Gan |
| 2004                                         | Bernard Soudar    | PS     |                |
| Les dades anteriors a 1988 no són conegudes. |                   |        |                |
|                                              |                   |        |                |